# Искија ди Кастро
Искија ди Кастро (итал. Ischia di Castro) је насеље у Италији у округу Витербо, региону Лацио.
Према процени из 2011. у насељу је живело 2217 становника. Насеље се налази на надморској висини од 412 м.

## Становништво
Према резултатима пописа становништва 2011. у општини је живело 2.377 становника.
| 1936. | 1951. | 1961. | 1971. | 1981. | 1991. | 2001. | 2011. |
| ----- | ----- | ----- | ----- | ----- | ----- | ----- | ----- |
| 2.899 | 3.188 | 3.013 | 2.701 | 2.669 | 2.609 | 2.464 | 2.377 |